# Michael Jörg
Michael Jörg (* 12. Oktober 1979 in Tettnang) ist ein deutscher Kameramann.

## Leben und Wirken
Auf sein Kamerastudium bei Adolf Winkelmann im Fachbereich Design an der Fachhochschule Dortmund folgten Arbeiten an dem Kurzfilm 2012 von Marcus Overbeck, seine Zusammenarbeit mit der slowenischen Animationsfilm-Regisseurin Špela Čadež sowie Musikvideos für Künstler wie Cascada, Italobrothers, Amaranthe und The Very End. Das von ihm gedrehte Musikvideo der Gruppe Italobrothers zu dem Lied Stamp on the ground erhielt bisher über 110 Millionen Aufrufe bei YouTube. Des Weiteren arbeitet Michael Jörg mit dem Regisseur und Schauspieler Navíd Akhavan an iranischen und persischen Musikvideos, unter anderem für die Exiliraner Ebi und Googoosh. Zahlreiche Werbespots zählen ebenfalls zu seinem Repertoire.

## Filmografie (Auswahl)
- 2007: Liebeskrank (Kurzfilm)
- 2009: R.I.O. – After the love (Musikvideo)
- 2009: 2012 (Science-Fiction Film)
- 2009: Italobrothers – Stamp on the Ground (Musikvideo)
- 2009: Cascada – Fever (Musikvideo)
- 2009: Klaas meets Haddaway – What is love (Musikvideo)
- 2010: The Very End – Hole in the Sun
- 2010: Backstage (Kurzfilm)
- 2011: Ebi – Ye Roozi (Eines Tages)
- 2011: Ebi – Asheghane (Musikvideo)
- 2013: Boles (Kurzfilm)
- 2013: Kirschkuchen (Kurzfilm)
- 2013: Doorks: Bad Hair Day (Serien Pilot)

- mehr als 70 Unternehmensfilme
- mehr als 60 Werbespots
- mehr als 40 Musikvideos
- mehr als 20 Kurz und Spielfilme